# Gertrudes Morg
Gertrudes Ida Morg (Nova Friburgo, 10 de abril de 1925 – Nazário, 8 de março de 2016) foi uma velocista brasileira. Ela representou o Brasil no revezamento 4 × 100 metros e no salto em distâncianos Jogos Olímpicos de Verão de 1948, realizados em Londres, no Reino Unido. No salto, ela obteve a marca de 5,12 m, ficou na 20.ª colocação na qualificação e não passou pra final. No revezamento, ela também não classificou-se para a final.